# 蘇必利爾鎮區 (密歇根州沃什特瑙縣)
蘇必利爾鎮區（英語：Superior Township）是位於美國密歇根州沃什特瑙縣的一個特設鎮區。

## 地方資料
蘇必利爾鎮區的面積為92.10平方千米，當中陸地面積為91.19平方千米，而水域面積為0.91平方千米。根據2020年美國人口普查的數據，當地共有人口14832人，而人口密度為每平方千米161.04人。